# Алніко
Алніко (від ал(юміній), ні(кель) і ко(бальт)) — магнітно-тверді сплави на основі системи залізо — кобальт — нікель — алюміній (8–12 % Al, 15–26 % Ni, 5–24 % Co, до 6 % Cu, до 1 % Ti, решта — Fe).
Відрізняються кращими ніж у алні магнітними властивостями. Використовується у виробництві постійних магнітів для магнітних підшипників, генераторів та електродвигунів з постійними магнітами.
Згідно ГОСТ17809-72 сплав заліза (53 %), алюмінію (10 %), нікелю (19 %) и кобальту (18 %) має маркування ЮНДК.